# Anthicus sonoranus
Anthicus sonoranus là một loài bọ cánh cứng trong họ Anthicidae. Loài này được Werner miêu tả khoa học năm 1964.